# Fuoristrada (album)
| Recensione | Giudizio |
| ---------- | -------- |
| Rockol     | 5,5/10   |

Fuoristrada è il terzo album in studio del gruppo musicale italiano Bnkr44, pubblicato il 28 aprile 2023.

## Descrizione
L'album è stato realizzato con la partecipazione di Sick Luke sulla traccia Scritto per te in qualità di produttore, mentre Tropico ha partecipato come co-autore alla traccia Per non sentire la noia. Con questo progetto il collettivo vuole trasmettere un duplice messaggio: il primo, più letterale, si riferisce all'immaginario delle automobili, mentre il secondo, più metaforico, invita a sentirsi liberi di seguire la propria strada ignorando quella già prestabilita.

## Tracce
1. Cambiare non posso – 3:11
2. Fretta – 2:50
3. Mezzanotte – 2:54
4. Guida spericolata – 2:40
5. Specchio – 3:05
6. Moto blu – 1:32
7. (Tra i rottami) – 3:04
8. Esco – 2:38
9. Scritto per te (feat. Sick Luke, Swann) – 3:18
10. Ric flair – 3:36
11. Per non sentire la noia (feat. Jvli) – 3:11
12. Ultimo giro – 3:14